# Deniz Depboylu
Deniz Depboylu (nascida em 6 de junho de 1968) é uma turca que trabalha como vice-presidente do Partido de Ação Nacionalista. Ela também serviu como membro do Parlamento por Aydın a partir das eleições de novembro de 2015, até que ela perdeu o seu assento nas eleições de 2018. É casada e tem 2 filhos.

## Início de carreira
Depboylu foi eleita membro do Conselho Municipal de Nazilli nas eleições locais turcas de 2014 e, posteriormente, actuou como vice-presidente do conselho.

## Carreira política
Depboylu disputou as eleições de junho de 2015 na lista MHP de Aydın. Sendo colocada em 4º lugar na lista, ela não foi eleita para o parlamento. Depboylu concorreu novamente nas eleições de novembro de 2015, desta vez sendo colocada em primeiro lugar nas listas do partido MHP, e ela então acabou por ser eleita para o parlamento. Mais tarde, ela foi derrotada nas eleições de 2018.